# 北山街道 (七台河市)
北山街道是中华人民共和国黑龙江省七台河市新兴区下辖的一个街道办事处。

## 行政区划
北山街道下辖以下村级行政区划单位：
新风社区、冬梅社区、安居社区。